# Siderno
Siderno község (comune) Calabria régiójában, Reggio Calabria megyében.

## Fekvése
Siderno a Jón-tenger partján fekszik. Két városrászből áll. Az óvárosból (Siderno superiore), amely a domboldalon helyezkedik el; és az újvárosból (Siderno Marina), amely a tengerparton alakult ki. Határai: Agnana Calabra, Gerace, Grotteria, Locri és Mammola.

## Története
Első említése Siderone néven a 14. századból származik, de valószínűleg a 9-10. században alapították a szaracén fosztogatások elől menekülő locri lakosok. Korabeli épületeinek nagy része az 1783-as calabriai földrengésben elpusztult. A 19. században nyerte el önállóságát, amikor a Nápolyi Királyságban felszámolták a feudalizmust.

## Népessége
A népesség számának alakulása:

## Főbb látnivalói
- San Nicola di Bari-templom: barokk oltár és 17. századi vászonfestmények a nápolyi iskolától
- San Carlo Borromeo-templom
- Palazzo Falletti: palota gyönyörű kapuval, amelyet nemzeti műemlékké nyilvánítottak
- Palazzo Englen: késő barokk palota